# Araneus iriomotensis
Araneus iriomotensis là một loài nhện trong họ Araneidae.
Loài này thuộc chi Araneus. Araneus iriomotensis được miêu tả năm 2001 bởi Tanikawa.